# Ethan Bortnick

Ethan Bortnick 2023 im Troubadour

Ethan Bortnick (* 24. Dezember 2000 in Pembroke Pines, Florida) ist ein ukrainisch-amerikanischer Pianist, Sänger, Songwriter und Schauspieler.
Bortnick ging bereits im Alter von 9 Jahren auf Konzerttournee und wurde am 3. Oktober 2010 ins Guinness Buch der Rekorde mit dem Auszeichnung „Youngest Musician to Headline a Solo Concert Tour“ („Jüngster Solomusiker der Welt mit eigener Konzerttournee“) aufgenommen. 2011 und 2014 erhielt Bortnick für seine Shows insgesamt 5 Telly-Awards. Weltweit gab Bortnick bereits über 1000 Konzerte, war Solokünstler mehrerer Konzertübertragungen des Public Broadcasting Service  und Gast in zahlreichen US-amerikanischen Late-Night-Shows. Während der Corona-Pandemie begann er mit der täglichen Übertragung seiner Musik auf YouTube.

## Kindheit
Bortnick wurde in Pembroke Pines geboren. Seine Eltern Hannah und Gene Bortnick sind jüdische Einwanderer aus der Ukraine. Er besuchte eine Montessori-Vorschule. Mit Hilfe eines Spezialkeyboards wurde im Alter von 3 Jahren sein musikalisches Talent entdeckt und er war aufgrund dessen bereits im Kindesalter Gast in zahlreichen Fernsehshows. Bortnick bezeichnete sich selbst als Synästhet.

## Karriere
2007 eröffnete Bortnick im Seminole Hard Rock Cafe & Casino in Hollywood das erste US-Konzert der kanadischen Sängerin Nelly Furtado.
Mit 9 Jahren trat Bortnick als jüngster Solokünstler in der PBS-Konzertreihe The Power of Music auf. Diese Sendereihe galt von 2014 bis 2015 als beliebteste Konzertsendung des öffentlichen Fernsehens.
Zusammen mit 85 überwiegend US-amerikanischen Künstlern nahm Bortnick am 1. Februar 2010 im Rahmen des Benefizprojekts Artists for Haiti zugunsten der Opfer der Erdbebenkatastrophe eine Coverversion des 25 Jahre zuvor erschienen Songs We Are the World auf. Im Zuge der Veröffentlichung veröffentlichte der Rolling Stone einen Artikel über den neunjährigen Künstler.
2010 war Bortnick Gastgeber der 22-minütigen Musical-Variety-Show Melody Street. Dort agierte er mit einer Band aus animierten Musikinstrumenten, die die Namen Val Violin, Febe Flute, Timmy Trumpet, Heidi Horn und Sammy Snare trugen. In humorvoller Art unterhielt Bortnick die Gäste im Vorschulalter mit Liedern, Sketchen, interaktiven Spielen sowie Geschichten aus dem Backstage-Bereich. Zudem lud er berühmte Musiker ein.
Im Alter von 10 Jahren trat Bortnick am 22. und 23. Juli 2011 in der Las Vegas Hilton und ist bisher der jüngste dort auftretende Solokünstler.
Bortnick nahm im August 2011 sein erstes Album in Muscle Shoals im US-Bundesstaat Alabama auf. Produziert wurde das Album von Gary Baker in Zusammenarbeit mit Matthew Craig and Rob Collier. Das Album ist der Soundtrack zum gleichnamigen Film Anything is possible, in dem Bortnick eine der Hauptrollen übernahm.
2017 präsentierte Bortick sein drittes PBS-Fernsehkonzert mit dem Titel Generations of Music. Als Gäste traten Peter Yarrow, Mitglied der US-amerikanischen Band Peter, Paul and Mary, sowie Bethany Yarrow und Rufus Cappadocia auf. Die musikalische Leitung verantwortete David Rosenthal, Regie führte Leon Knoles.
Im Rahmen seiner Talentshow Celebration of Music bereiste Bortnick im gleichen Jahr verschiedene Städte der Vereinigten Staaten. Die Teilnehmer des Castings im Alter von 4 bis 24 Jahren hatten die Chance, in einer national weit übertragenen Fernsehshow aufzutreten.
2020 veröffentlichte Bortnick das Album Harmonic Minor. 4 Jahre später folgte das Album Luna Park.

## Veröffentlichungen

### Alben
- 2013: Anything Is Possible (Soundtrack zum gleichnamigen Film)
- 2020: Harmonic Minor
- 2024: Luna Park

### DVDs
- 2007: Live in Concert "By Me" Ethan Bortnick
- 2010: Ethan Bortnick and His Musical Time Machine
- 2014: Ethan Bortnick in Concert: The Power of Music

### Singles
- 2008: The Champ
- 2011: It's All About Music
- 2013: Anything Is Possible
- 2017: Reason to Believe
- 2017: Be Who You Are
- 2019: Leave Me Alone
- 2019: Start
- 2019: Closure
- 2019: I Want Red
- 2020: The Dino Club
- 2020: 100 Layers
- 2020: Sink and Die
- 2020: Final Boss
- 2020: 5 am
- 2021: Soul Eater
- 2021: Cut My Fingers Off
- 2022: Prom
- 2022: Engravings
- 2022: Arsonists
- 2022: Happy F***ing Birthday
- 2022: Deadly Ever After
- 2023: The Last Laugh
- 2023: Doppelgänger
- 2023: Sleep Paralysis Demon
- 2024: Sprites
- 2024: Luna Park

## Tourneen
- 2010–2011: Musical Time Machine
- 2015–2016: The Power of Musical
- 2024: Luna Park Tour

## Auszeichnungen
- 2010: Young Artist Award – Herausragender Instrumentalist[20]
- 2011: Telly Awards (Bronze)[21]
- 2014: Next Generation of Hope Award[22]